# Mort, où est ta victoire ?
Mort, où est ta victoire ? est un film réalisé par Hervé Bromberger en 1964, inspiré du roman éponyme de Daniel-Rops.

## Synopsis
Une jeune femme, Laure, exerce involontairement son pouvoir de séduction ; elle fuit la maison où a elle a été élevée car elle a failli y être violée. Elle rencontre un homme, Jean Paleyzieux, dont la femme se meurt et qui l'engage pour être la gouvernante de ses enfants.

## Fiche technique
- Titre : Mort, où est ta victoire ?
- Réalisation : Hervé Bromberger
- Scénario et dialogue : Daniel-Rops (auteur de l'œuvre originale)
- Pays de production :  France
- Société de production : Filmel
- Musique : Maurice Jarre
- Montage : Pierre Gillette
- Directeur de production : Georges Casati
- Photographie : Pierre Petit  Format Scope Noir et Blanc.
- Son : Jean-Claude Marchetti
- Année de production :  1963
- Genre : Drame
- Durée : 165 minutes
- Date de sortie : 10 janvier 1964
- Affiche : Jouineau Bourduge (France)

## Distribution
- Pascale Audret : Laure
- Michel Auclair : Jean
- Laurent Terzieff : Thierry
- Elisabeth Ercy : Alix
- Gabriele Ferzetti : Gurgine
- Jacques Monod : le docteur Epautre
- Alfred Adam : Detrerrieux
- Philippe Noiret : Brassy
- Diane Lepvrier